# Bent Vinn Nielsen
Bent Vinn Nielsen (* 4. März 1951 in Vendsyssel) ist ein dänischer Schriftsteller, der sowohl den Kritikerprisen als auch den Søren-Gyldendal-Preis erhielt.

## Leben
Vinn Nielsen, der aus einer Arbeiterfamilie stammte, verließ die Schule nach der neunten Klasse und arbeitete anschließend einige Jahre als ungelernte Arbeitskraft.
1978 gab er sein literarisches Debüt mit dem Roman Arbejdssky, der einerseits zur klassischen Arbeiterliteratur zählt, andererseits aber auch durch Sprachexperimente geprägt ist. Die nachfolgende Romantetralogie, die aus den Einzelwerken Valdemars ære (1979), Fuglene omkring os (1979), Opkøb af dødsboer (1980) und Det sejrende proletariat (1981) besteht, ist bestimmt durch die gleiche illusionslose Vertrautheit der Arbeitsbedingungen und Denkweise wie sein Debütroman.
Der Durchbruch gelang ihm erst 1992 mit dem Roman Realiteternes verden, in dessen Sprachstil sich sowohl die humoristischen als auch die grotesken Obertöne als ein Merkmal erweisen, die die Schilderung der Arbeitslosigkeit und Schwarzarbeit in der dänischen Provinz als wirklichkeitsnah erscheinen lässt.
Diese Thematik folgte auch in den späteren Werken wie En skidt knægt (1998), für den er 1998 den Kritikerprisen und 1999 den DR Romanpreis erhielt, und dem subtilen Roman En bedre verden (2004), die witzige, aber auch zum Nachdenken anregende Darstellung eines Mannes in der Midlife Crisis. 2001 wurde er mit dem Søren-Gyldendal-Preis ausgezeichnet und 2006 sein Lebenswerk mit dem Großen Preis der Dänischen Akademie gewürdigt. 
Am 2. Juni 2010 hielt er eine Autorenlesung beim Skandinavischen Seminar der Albert-Ludwigs-Universität Freiburg.

## Weitere Veröffentlichungen
- Og tjørnehækken blev så stor, 1982
- Drømmegængere, 1985
- Fire historier om den lille mand og hans venner, 1987
- Chic picnic, 1987
- Figaro, Figaro, 1989
- Af irritationernes historie, Erzählungen, 1990
- Et stykke af muren, 1991
- Rejsens mål, 1995
- Onkel Alban og sangerinden, 2000
- Godheden selv, 2000
- Fru Ingvarsens chatol, 2002
- Labyrintbyen, 2003
- Elegante damer, 2003
- Et liv i almindelighed, 2010